# Dušan Karpatský
Dušan Karpatský (28. únor 1935 Trebišov, Slovensko – 1. února 2017 Praha) byl slavista, přední český překladatel ze slovanských jazyků, především pak ze srbochorvatštiny. Roku 2003 obdržel z rukou Pavla Dostála, ministra kultury ČR, státní cenu za překladatelské dílo.

## Život a dílo
Dle matričního záznamu se narodil původně jako Dušan Rosenzweig, Slovence původem z Užhorodu. Druhou světovou válku prožil v jihočeském Sepekově. Dušanův otec se konce druhé světové války nedožil, zemřel v roce 1940. Jeho příjmení Karpatský zvolila Dušanova matka po druhé světové válce. Po studiu na rakovnickém gymnáziu vystudoval češtinu a srbochorvatštinu na Filozofické fakultě Univerzity Karlovy. Svůj v pořadí první překlad z chorvatštiny do češtiny zveřejnil v roce 1958. Jeho publikační činnost zahrnuje překlady více než stovky knih, sedmi divadelních a jedenácti rozhlasových her.
Při udílení ceny Josefa Jungmanna byl v říjnu roku 2016 uveden do překladatelské síně slávy Obce překladatelů.
Na zprávu o jeho úmrtí reagovala s velikým ohlasem chorvatská média.